# Condado de Clay (Dakota do Sul)
O Condado de Clay é um dos 66 condados do Estado americano da Dakota do Sul. A sede do condado é Vermillion, e sua maior cidade é Vermillion. O condado possui uma área de 1 079 km² (dos quais 13 km² estão cobertos por água), uma população de 13 537 habitantes, e uma densidade populacional de 13 hab/km² (segundo o censo nacional de 2000).